# Кюммель, Герман
Герман Кюммель  (нем. Hermann Kümmell; 22 мая 1852, Корбах — 19 февраля 1937, Гамбург) — немецкий хирург, уролог, профессор Гамбургского университета; описал травматический спондилит (болезнь Кюммелля—Верней).

## Биография
Герман Кюммель родился в семье фармацевта; с 1872 года, после окончания гимназии «Alte Landesschule» в Корбахе, являлся студентом университетов в Марбурге, в Вюрцбурге, в Страсбурге и медицинского факультета Берлинского университета. В этот период он стал членом студенческих братств «Corps Hasso-Nassovia» (1873) и «Corps Nassovia Würzburg» (1874). 12 мая 1875 года в Вюрцбурге Кюммель стал кандидатом медицинских наук (Dr. med.). После окончания учебы, работал ассистентом у Макса Шеде в хирургическом отделении берлинской клиники во Фридрихсхайне.
В 1880 году Герман Кюммель переехал в Гамбург, где стал врачом в клинике «Marienkrankenhaus»; в 1883 году получил пост главного врача хирургического отделения. В 1895 году он стал преемником Шеде в качестве старшего врача в университетской клиники Гамбург-Эппендорф. В 1907 году Кюммелл получил звание профессора: в 1919 году он был назначен полным профессором хирургии в недавно созданном Гамбургском университете, а в 1921 — стал его ректором. В период с 1909 по 1926 год он возглавлял 1-е, 7-е, 15-е, 17-е, 23-е и 26-е заседания (съезды) Ассоциации северо-западных немецких хирургов (Vereinigung Norddeutscher Chirurgen). 11 ноября 1933 года Кюммель был среди более 900 учёных и преподавателей вузов, подписавших «Заявление профессоров о поддержке Адольфа Гитлера и национал-социалистического государства». Скончался в 1937 году и был похоронен в семейное могиле на Ольсдорфском кладбище (сектор S8).
Кюммель признавал важность антисептики в хирургии: он разделал такие понятия как «антисептика» и «асептика». В области хирургии он занимался раком мочевого пузыря, туберкулезом брюшины и заболеваниями аппендицита — а также нейрохирургий (заболеваниями и повреждениями головного и спинного мозга), хирургией сердца и аневризмой аорты. Описал травматический спондилит (болезнь Кюммелля—Верней) — поздний некроз тела позвонка, не распознаваемый сразу после нанесения травмы. Был одним из первых хирургов, использовавших рентгеновские технологии в медицине: разрабатывал рентгеноконтрастные исследования почек и мочевых путей.

## Работы
Герман Кюммель, совместно с Августом Биром и Генрихом Брауном, составил капитальное руководство по оперативной хирургии:
- Krankheiten der Harnblase (mit Einschluss der Chirurgie). In: Wilhelm Ebstein (Hrsg.): Handbuch der praktischen Medicin. Band 3, Teil 1: Die Krankheiten der Harnorgane und des männlichen Geschlechtsapparates. Venerische Krankheiten. Enke, Stuttgart 1900, S. 181—356.
- Chirurgie der männlichen Geschlechtsorgane. In: Wilhelm Ebstein, Julius Schwalbe (Hrsg.): Chirurgie des praktischen Arztes. Mit Einschluß der Augen-, Ohren- und Zahnkrankheiten (= Handbuch der praktischen Medizin. Erg.-Bd.). 2. Auflage. Enke, Stuttgart 1907, S. 611—726.
- mit Henry Graff: Verletzungen und Erkrankungen der Nieren und Harnleiter. In: Ernst von Bergmann, Paul von Bruns (Hrsg.): Handbuch der praktischen Chirurgie. Band 4: Chirurgie des Beckens. 3., umgearbeitete Auflage. Enke, Stuttgart 1907, S. 75-340.
- Die Operationen an den Nieren, Nierenbecken und Harnleitern. In: August Bier, Heinrich Braun, Hermann Kümmell (Hrsg.): Operationen am Mastdarm, an den Harn- und männlichen Geschlechtsorganen und an den Extremitäten (= Chirurgische Operationslehre. Bd. 3). Barth, Leipzig 1913, S. 60-213.
- Operationen an Nieren und Nierenbecken, in: Friedrich Voelcker, Hans Wossidlo (Hrsg.): Urologische Operationslehre, Abteilung 2. Thieme, Leipzig 1921, S. 387—454.